# Parepilysta granulipennis
Parepilysta granulipennis är en skalbaggsart som först beskrevs av Stefan von Breuning 1939.  Parepilysta granulipennis ingår i släktet Parepilysta och familjen långhorningar. Inga underarter finns listade i Catalogue of Life.